# 昴宿增五
金牛座32，又名BD+22 605，HD 24740、SAO 76339、HR 1218，是金牛座的一颗恒星，视星等为5.63，位于銀經169.59，銀緯-23.16，其B1900.0坐标为赤經3h 50m 57.4s，赤緯+22° -23.16′ 24″。